# Cyclosa vallata
Cyclosa vallata är en spindelart som först beskrevs av Eugen von Keyserling 1886.  Cyclosa vallata ingår i släktet Cyclosa och familjen hjulspindlar. Inga underarter finns listade i Catalogue of Life.